# Ramil
Ramil ist ein Ort am Jakobsweg in der Provinz Lugo der Autonomen Gemeinschaft Galicien, administrativ ist er von Triacastela abhängig. In dem Ort leben 23 Einwohner (Stand 2011). Als Sehenswürdigkeit des kleinen Dörfchens gilt ein Kastanienbaum, dessen Alter auf etwa 800 Jahre geschätzt wird.